# ГДР на зимних Олимпийских играх 1988
ГДР приняла участие в зимних Олимпийских играх 1988 года в Калгари, Канада, в последний раз в своей истории. Спортсмены Восточной Германии завоевали в 25 медалей и заняли 2 место в общекомандном зачёте. На зимних Олимпийских играх 1992 года восточные и западные немцы выступали уже в составе единой сборной.

## Медалисты
Золото
- Франк-Петер Рёч — биатлон, спринт, мужчины
- Франк-Петер Рёч — биатлон, индивидуальная гонка, 20 км, мужчины
- Уве-Йенс Май — конькобежный спорт, 500 м, мужчины
- Андре Хоффманн — конькобежный спорт, 1500 м, мужчины
- Криста Ротенбургер — конькобежный спорт, 1000 м, женщины
- Йенс Мюллер — санный спорт, мужчины
- Йорг Хофман и Йохен Пицш — санный спорт, двойки
- Штеффи Мартин — санный спорт, женщины
- Катарина Витт — фигурное катание, женщины

 Серебро
- Вольфганг Хоппе и Богдан Музиоль — бобслей, двойки, мужчины
- Вольфганг Хоппе, Дитмар Шауэрхаммер, Богдан Музиоль и Инго Фоге — бобслей, четвёрки, мужчины
- Уве-Йенс Май — конькобежный спорт, 1000 м, мужчины
- Криста Ротенбургер — конькобежный спорт, 500 м, женщины
- Карин Каниа — конькобежный спорт, 1000 м, женщины
- Карин Каниа — конькобежный спорт, 1500 м, женщины
- Андреа Эриг — конькобежный спорт, 3000 м, женщины
- Андреа Эриг — конькобежный спорт, 5000 м, женщины
- Ян Берендт и Штефан Краусе — санный спорт, двойки
- Уте Оберхофнер — санный спорт, женщины

 Бронза
- Бернхард Леман и Марио Хойер — бобслей, двойки, мужчины
- Карин Каниа — конькобежный спорт, 500 м, женщины
- Андреа Эриг — конькобежный спорт, 1500 м, женщины
- Габи Цанге — конькобежный спорт, 3000 м, женщины
- Габи Цанге — конькобежный спорт, 5000 м, женщины
- Церстин Шмидт — санный спорт, женщины